# Peckianus
Peckianus is een geslacht van vliesvleugeligen uit de familie Pteromalidae. De wetenschappelijke naam van dit geslacht is voor het eerst geldig gepubliceerd in 1975 door Boucek.

## Soorten
Het geslacht Peckianus is monotypisch en omvat slechts de volgende soort:
- Peckianus laevis (Provancher, 1887)